# Félix Bacigalupo
Félix Bacigalupo Vicuña es un economista, empresario y consultor chileno.
Nació como el primero de cinco hermanos. Se formó en el Colegio del Verbo Divino de la capital y como ingeniero comercial en la Pontificia Universidad Católica, entidad educacional donde conocería a quien después sería su socio en numerosos emprendimientos, Juan Obach.
Posteriormente se trasladó a los Estados Unidos con el fin de cursar un posgrado en economía en la Universidad de Chicago (1978-1980). Entre sus compañeros de aula en esta etapa de su vida se contaron Joaquín Lavín, Cristián Larroulet y Sebastián Edwards.
De vuelta en su país y tras laborar durante un tiempo en la gerencia de estudios del Banco Central (BC), trabajó unos meses como gerente de la Asociación de Aseguradores de Chile. Paralelamente, desarrolló una sociedad de consultorías con Renato Peñafiel y Francisco Silva, compañeros suyos durante sus años en el BC.
En 1985, en conjunto con Obach, fue contratado por el abogado Marco Cariola para administrar las inversiones en Chile del jeque saudita Khalid bin Mahfouz. Éste, a través de Inversiones Pathfinder, manejaba en esa época la exportadora CyD, la pesquera Eicomar, Vidrios Lirquén y la productora de paneles de madera Masisa.
En 1991, debido a problemas financieros, Bin Mahfouz inició un proceso de desinversión que finalizaría al año siguiente, con sus tres colaboradores chilenos como dueños del 62% de Inversiones Pathfinder. A ellos se sumaría el uruguayo Scott Perry.
Entre fines de la década de 1990 y comienzos de la siguiente el grupo enajenaría sus principales activos, dando paso a una nueva etapa encarnada en su sociedad Inversiones BO, ya sin la presencia de Cariola, tras su ingreso al Senado de la República. A través de esta firma han participado en el negocio forestal -con plantas en los Estados Unidos y Canadá-, el de envases y embalajes, y el agrícola.
Entre 1997 y 2001 ejerció la presidencia de Empresas Iansa, firma, a la postre, también enajenada.

## Nota
1. ↑  Bacigalupo salió de la entidad monetaria una vez asumido Luis Escobar Cerda al frente del Ministerio de Hacienda.

| Predecesor: Juan Obach González | Presidente de Empresas Iansa 1997 - 2001 | Sucesor: Óscar Guillermo Garretón Purcell |

- Datos: Q16493096